# 佛教修行制度
佛教的修行制度或修學制度（英語：Buddhist monasticism），是指佛教關於修行、學習的各項主张、體系和制度，主要圍繞佛教寺院及出家文化展开叙述，包括僧伽、戒律、儀軌、傳承、寺院道場、機構、政府的宗教管理制度等。
佛教的修行制度，必须以佛、法、僧三宝爲依止，缺一不可。其中，佛陀的应化身已经般涅槃，故以佛像、佛足石、佛舍利等爲佛陀的表征，而法和僧伽尚在住世弘傳。

## 四眾弟子
這裡的僧伽（僧团），意爲集合、团体，通常指出家众，即比丘、比丘尼、沙弥、沙弥尼四众，或加上式叉摩那，稱爲五內眾；少数时候也可以包括優婆塞、優婆夷二者在家众（居士）。出家內五眾與在家二眾也稱爲七部眾，也可按出家男女二眾、在家男女二眾稱爲四眾弟子。这七众是佛教信徒的集合，是所有佛教流派共遵的祖制。

### 出家眾
佛教的出家，即離開俗世，到寺院修行的制度。但出家并不是佛教独有的制度，古印度沙門傳統都有出家的制度，天主教也有类似的独修主义。佛教出家众爲比丘（男性正式僧人）、比丘尼（女性正式僧人）、沙弥（男性非正式僧人）、沙弥尼（女性非正式僧人）四众，或加上式叉摩那（近事女），稱爲五內眾，即僧伽（僧团）通常所指的意义。
出家众，最顯著有別于俗人的特征是剔除頭髮、著袈裟、出家後不得婚配生子，早期還有不蓄財產，托缽乞食。初出家者，男称沙弥，女称沙弥尼，受十戒，着无田相缦衣；合格得许正式出家者，则受具足戒，男称比丘，女称比丘尼，著佛制三衣。
出家众以比丘爲上首。所谓比丘，意译作乞士男。须受具足戒者才能称作比丘，故也叫比丘戒、比丘尼戒；依照不同的部派傳承，该戒會有一些區別，但其核心是相同的。如比丘具足戒在部派佛教中，上座部傳承是227條，法藏部傳承是250條，說一切有部傳承是253條；現代南傳上座部227條，漢傳250條，藏傳253條。
佛教的经典常赞叹出家的功德，对于佛教徒而言，“出家人”是个光荣的身份，同时也是种责任，需要勤加修行，统领、度化众生，“荷担如来事业”。

#### 頭銜與僧職
对于出家众，有多種稱呼。因佛教誕生古印度於“沙門思潮”，故佛教出家人亦稱沙門；因是出家求道，故稱出家人；因是僧伽團體之一員，故稱僧、僧伽等。一般尊称爲法师（原是一類僧職，義爲說法教授的僧師，後成爲僧人的尊稱）、长老或上座（戒腊高者）、聖者或尊者（義爲尊聖的；或Bhante）、大德、佛爷，这在各个佛教宗派都爲常见称谓，尤其在南傳上座部更為常用。
在汉地，也称和尚（本是教授师之意，现已变爲僧人的代称）、師父（不作師傅）、出家人、僧人、僧侣，还有称呼如大师（原指佛陀，後指高僧，現代爲俗称，不独用於佛教）、高僧、行者（谓修行人，一般指僧人，在俗居士也可自称）、上人等。在佛道相互吸收影響的過程中，也有僧人自稱真人、道人（義爲修道之人）等；另有執事和吸收自道教的住持、方丈、監院、知客等教職稱呼。
在藏傳佛教流行的藏地、蒙古地区，也有喇嘛（義爲上師）、堪布（教授師的藏譯，即等於漢地的和尚本意，一般為寺院住持）、仁波切（寧波車，義爲珍寶）、达赖、班禅、活佛（祖古，高僧轉世）、瑜伽師、瑜伽士等稱呼。
基本頭銜
一般通曉經、論或律之行者，分別稱為經師、論師或律師，皆精通者稱爲三藏法師。
在有部《毗奈耶雜事·卷一三》中，比丘分為經師（經藏精通者）、律師（律藏精通者）、論師（論藏精通者）、法師（善於講法者）、禪師（精通禪修者），一共五類；不過在漢傳佛教中，經師與論師，未能成為顯著的類別，律師、法師及禪師，較為風行。
其他頭銜與僧職
- 阿闍梨，上首教导师
- 阿姜，泰國佛教頭銜
- 西亞多，緬甸佛教頭銜
- 三藏持者，緬甸佛教頭銜
- 上首大班智達（英语：Agga Maha Pandita），緬甸上座部佛教頭銜
- 老師、師家，漢傳佛教禪宗的禪師
- 方丈、住持，漢地的寺院住持主
- 天台座主，漢傳佛教天台宗住持主头衔
- 班智達，藏傳佛教頭銜
- 格西，藏傳佛教頭銜
- 行者，依照佛陀的教誨進行修行的人，稱爲修行人、行者、行人，宋朝時在漢傳佛教裡也可指在寺院工作的義工。

### 在家眾
在家弟子称为优婆塞、优婆夷；合稱居士，其梵文“迦罗越”原指多财富的在家信徒，因早期佛教发展得到很多富人的资助，後转而为居家信徒的称呼。蒙古男居士叫“鸟巴什”。
须受居士戒者才能称作居士，一般是五戒，也有八戒、十戒等。五戒是佛教戒律的最基础，分别爲：不杀生、不妄语、不邪淫、不偷盗、不饮酒；五戒具足者，称五戒居士，若受一条则爲一分居士，若受三条则爲多分居士，以此类推。在北传佛教地区，大乘發心信徒也可以受菩萨戒，依照出家、在家，戒条有少数差异，凡受戒者，須生生世世守持。
在家居士的一大责任就是护持佛教，供养僧伽，同时自己也要依照佛陀教导修行，以五戒爲居士事业的根本，也是来世得人身的因。

## 寺院和佛學院

### 寺院
出家眾的生活居所不能在俗家，必須出離俗世，故曰“出家”。原始佛教的僧人原本居住在丛林（阿兰若）或園林（僧伽蓝摩），後来安居在可遮风挡雨的建筑内（精舍）。南传佛教最常见的称呼是精舍，而在汉语中，佛教的居住建筑，统称为佛寺。
佛寺是僧人修行和安居的處所，修學佛法，半月的布薩，夏季的結夏安居等等修行全在此處。佛寺還有供人朝拜的作用，在釋迦牟尼佛入滅後，信徒以佛陀的腳印作為禮拜的對象，後來寺院裡安放佛像，出家、在家二眾在此禮拜佛像，獻上香、花、水、食物、用具等，現代也見到獻上錢幣的行為（實際上是不妥的），藉以表達對佛陀、菩薩、阿羅漢諸聖本身的崇敬。在東南亞的佛教傳統中，寺院還是繼承本土文化、文字和兒童啟蒙教育的地方，集學校、宗教功能于一體，如緬甸、泰國及中國雲南傣族等民族地區的緬寺。
佛寺內設有佛殿、僧房（漢地稱寮房）、舍利塔等，一些大的寺院還設有戒壇，供僧人授戒法事。

#### 南傳佛教
通常由門亭、佛殿、戒堂、僧房、鼓房等構成，一般只有一座大殿，供奉教主釋迦牟尼佛，也有供奉娑婆世界過去佛的，如燃燈佛。
以傣族總佛寺（傣語叫“洼坝吉”）為例，有“雄罕”大殿（大雄寶殿），“哄暖”僧寮，“波苏”亭（戒堂），“光兵”鼓亭、鐘樓，殿外塑有天龍八部像，殿內供有若干佛像，大殿外的空地上有大香爐供信徒上香。
除了總佛寺這種現代建築，東南亞地區還有特別的建築材質——竹木搭建、石砌或洞穴，如祗園精舍、那爛陀寺、吳哥窟佛寺、桑吉佛教遺址等，都是著名的歷史遺跡。

#### 漢傳佛教
寺在中国古代是官署的一部分，如太常寺、鸿胪寺。佛教传入汉地，始于汉明帝时期从西域请来洛阳的摄摩腾等。摄摩腾初到时，被招待在鸿胪寺，因为鸿胪寺是掌握宾客朝会礼仪的。其后政府为摄摩腾创立馆舍，即白马寺，后世佛教的庙宇因此也称寺。一寺之中可以有若干院，其后建筑规模较小的寺便叫作院，比丘尼住的寺院多称作庵。
漢傳寺院的佈局，通常有山門（有的供有哼哈二將）、天王殿、彌勒殿（供奉據傳爲彌勒菩薩化身的布袋和尚的造像）、大雄寶殿（主要供奉釋迦牟尼佛，爲漢地佛寺的主殿），有些建有地藏殿（供奉地藏菩薩且安放亡人骨灰）、觀音殿（供奉觀音菩薩）、藥師佛殿（供奉藥師佛）、後殿（供釋迦牟尼佛）、舍利塔、藏經閣、講堂、鐘樓和鼓樓等。有的還會佈置石經幢，像日本寺院還有枯山水這樣的園林景觀。還有的設有客堂等接待外客，設齋堂供僧俗用齋。

### 佛學院
古代佛教的最高學府是那爛陀寺，規模宏大，學僧眾多，玄奘法師西行求法時曾在此處向戒賢法師學習佛法，是遠近馳名的高徒。不過，那爛陀寺後被入侵的伊斯蘭教徒摧毀，現在的遺跡只有殘垣斷壁，2006年在此基礎上又復建了一所那爛陀大學。
近現代佛學院的發展較為可觀，世界各國都有大大小小的佛學院。東南亞國家佛學院林立，大一點的寺院都有佛學院（Pirivena），譬如斯里蘭卡給拉尼亞的智严佛学院（Vidyalankara Pirivena）、緬甸国际上座部佛教弘法大学等等，這類佛學院主修巴利語系佛教；也有教導三乘教法的佛學院，如泰國国际佛教大学。藏地最有名的佛學院是色达县喇荣寺五明佛学院。漢地，大陸地區最有名的高級佛教學府是中国佛学院，一些名山名寺也都有佛學院，如普陀山佛學院；台灣地區佛教四大山頭各有自己的佛學院，像佛光山叢林學院。另外，在全球其他地區也開設有很多佛學院，一大來源是當地的佛教僧團的辦學事業，另一大來源是外來僧團在此辦學，如宣化上人開萬佛城，以及佛光山在美國、馬來西亞、日本、菲律賓、非洲、澳洲、巴西等國家都設有學部，這類學校則教導三乘教法，不分高低，圓融教學。

## 修行法門和儀軌
佛教中的修行有多个词源：
1. 梵語：或，义爲行动、行为、实行、活动；
2. 梵語：，羅馬化：sādhanā，义爲修习、令成、实现、手段；对应：藏語：སྒྲུབ་པ་，威利转写：sgrub pa，或藏語：སྒྲུབ་ཐབས་，威利转写：sgrub thabs；
3. 梵語：，义爲存在、住所、修习、修行；
4. 梵語：，义爲随顺瑜伽、修行、考察、努力；
5. 梵語：，义爲正行、修行；

“修行”是来源於印度沙门思潮的，婆罗门教、耆那教、锡克教等宗教的共同概念；佛教的修行屬於“教理行果”四法寶中的“行”，是依照正法而践行的意思，可按照“闻思修”（看经听法、如法思惟、如法实修）的三大次第进行。
釋迦牟尼佛三轉法輪所開示的道理，皆不離三法印（三相）、四聖諦、八正道，後期還開示了十二因緣、四念處、三皈依、三十七道品等等基本教義，是三乘菩提的基礎，包含了佛教的基礎世界觀和方法論（修行法門）。對於八正道，佛陀又以三無漏學概括，即戒、定、慧，它們是達到解脫三界生死結縳煩惱、得到漏盡通的修行之道。作為佛教三無漏學之一的羅（戒），是佛教修行制度中的重要一環。釋迦牟尼佛將要般涅槃時，弟子阿難問“如來在世以佛為師，世尊滅後以何為師？”，佛陀答“以戒為師”，可見戒律的重要性，可以说戒律是佛教修行制度的根本。
守持戒律，可以坚固禅定功夫和出离定力；有了定力，可以坚固般若智慧；智慧则能导向解脱。所謂解脫，須以遮蔽五慾、求涅槃道爲最終的歸屬。依照佛陀教授的法門如法修行，可以證悟聖果，聲聞、緣覺弟子以阿羅漢果位爲脫離生死苦惱之最高涅槃；如果發心修菩薩道，則可以在三大阿僧祇劫後成就無上正覺佛果，對於大乘佛教來說，這是最主要的修行目標。
總而言之，佛教的修行方式以遮蔽五慾、求涅槃道爲最終的歸屬，以行十善道、絕十惡道，和持戒、懺悔，爲出家、在家二眾，以及声闻、缘觉、菩萨三乘，或上座部佛教、汉传佛教、藏传佛教三大传承的共同基礎。但在具體的行門上又根據個人的根機而有非常多的選擇。

### 南傳佛教
南傳巴利語系佛教以解脫道為主，以禪定、冥想及內觀作為入道的初門。例如，修不淨觀、白骨觀、以清淨身見（以此身體爲我常有的邪見）、欲樂，增加定力；修入出息念爲普遍適用的禪修法門。如是法門具有普適性，又能很快入定。此外，頭陀苦行法門佛教雖不提倡，但也允許存在，佛世時的大迦葉尊者就是“頭陀第一”。
南傳依然每日托缽乞食，過午不食，不捉持金錢（信徒供養的錢財由在家“凈人”管理），著祖制袈裟。這些僧伽的外相，既是佛陀制定來遮止五欲，培養淨心凈行的方法，也可以幫助堅定僧侶修道的信心。
南传以声闻、缘觉教法爲主，不过也存在南传菩萨道教法，其六种波罗密与汉传六度行也不完全一致。

### 漢傳佛教
漢傳佛教“小乘”兩宗，大乘八宗，共稱十宗，歷史上以禪宗之勢最盛，現今以淨土宗行者至多，天台宗、華嚴宗合稱“圓教”，留下的理論對各宗都影響深遠。
大乘的修持，以菩薩行六度（六波羅密）爲特色，即佈施、持戒、忍辱、精進、禪定、智慧，從發願到成佛需要修行三大阿僧祇劫的時長、五十二位的階位。
漢地
漢地的修行法門，講究自利、利他，要自我救度，也要度脫眾生。同時，也講究自力、他力，即是依靠自己的力量，也要依靠佛菩薩的加持力。
比如，淨土宗的念佛法門，就是他力法門，是依靠成就淨土的佛陀的大願，信、願、行具足，深信因果與淨土，願意往生淨土位列聖班，更要在今世靠自力修持，修十善與三學，與佛陀的大願相通，進而蒙佛的接引，化生到淨土中、佛陀身邊，聽受正法，離潰鬧、惑亂的穢土世界，以免心隨境轉，不能出離惡境，退失信心和正念。隨念佛陀功德、名號等，如果深入開悟，還可即生得“念佛三昧”，決定能生極樂淨土，得不退轉。
中國的禪宗還講“明心見性，即身成佛”，所有的修行手段都是爲“直指人心（佛性）”爲目的，生活中動靜行止坐臥，皆是禪，像在日常生活修閉口禪（止語）、修朝山（向名山名寺，三步一朝拜）、修般舟三昧（三個月中只可立行，連睡覺也不得倒臥，稱爲“夜不倒單”）。宋朝後禪宗式微，漸與淨土法門合流，稱爲“禪淨雙修”。中國佛教中還有一個著名而特殊的法門，是少林寺功夫，少林寺也是禪宗的寺院，寺內僧俗修煉棍法、拳法等功夫以強身健體，逐漸成為天下矚目的功夫道場。
中國還有律宗，以持戒爲最上法門，近世著名的弘一法師就是律宗十一祖。
日本和琉球
日本最普遍的法門，顯宗有淨土真宗的念佛法門，密宗有臺密、唐密。日本的禪宗也很發達，深遠影響了日本文化和語言詞彙，像枯山水、茶道等技藝，就起源禪宗。
日本高野山密宗僧人還有托缽乞食行頭陀的傳統，有時能見到頭陀僧在街邊托缽站立，等待信徒的食物供養，每逢有供養者，都會搖鈴表示謝意。
- 日本愛知縣名古屋的托缽僧
- 1996年京都一名托缽僧
- 日本瑞應寺的頭陀僧

朝鮮半島
歷史上的李氏朝鮮統一半島後，王室崇儒排佛情緒較高。世宗時，把曹溪宗、天台宗、慈南宗合为禅宗，华严宗、慈恩宗、中道宗、神印宗、南山宗合为教宗。現代朝鮮半島以曹溪宗勢力最盛。曹溪宗實際是禪宗的分支，修行法門同於禪宗。同時，淨土宗念佛法門在朝鮮半島也較為流行。
越南
越南佛教從中國傳入，故更多的是漢傳佛教傳承，但也有南傳佛教的分佈。現代越南佛教主要以淨土宗念佛法門為主。

### 藏傳佛教
藏傳佛教除了显宗的修法，以密宗的修法爲主。密法講的是身口意三密相應：
- 身密，即特定的手印、坐姿，配合氣脈、明點，將身體參與到修行中；
- 口密，也叫語密，即诵真言咒；
- 意密，即觀想本尊形象，祈請加持。

在不同的宗派中，見解和法門各有不同。但因為政教合一制度、轉世靈童制度和苯教等外道的影響，藏傳佛教內部的很多觀念爭議也頗大，如歡喜禪（男女雙修）法就常被人詬病，一般認為是由於印度教外道義理的混入而產生的畸形法門，并非佛教正統；再如氣脈、明點的概念，是印度教的傳統，修行該法門可以給修行助力，但所謂“打通中脈就能解脫”是明顯不如法的。近年來，藏地也在倡議利美運動，修行法門也有互相參照吸收的趨勢。
實際上，密宗在漢傳佛教中也有傳承，稱爲唐密，不過在三武一宗法難時已絕跡，只在日本還有法脈，近年來傳回台灣。如修忏、積福、消魔障的《百字明咒》、《大悲咒》、《楞严咒》等現在漢地顯宗行者也在修持，蒙山施食、放焰口等救助餓鬼道眾生的密法，也即唐密修法的殘留。

### 儀軌簡述

#### 授戒與受戒
出家戒
若欲出家者，可到寺中请求一位比丘作为自己的和尚（親教師、得戒和尚）。这位比丘徵得僧众同意后，方可收为弟子，为之剃度，并授沙弥戒，此人便成为沙弥。依止师对弟子负有教育和赡养的责任。沙弥年满二十岁时，需由數十位大德长老，共同为之授具足戒，此人便成为比丘。在漢地，則需要前往有戒壇的叢林寺院受具足戒（小寺廟不可傳戒）。受比丘具足戒满五年後，方可以离开依止师，自己单独修道，雲遊各地。
女子出家情形与男子类似，同样要先依止一位比丘尼，受沙弥尼戒。至年满十八岁时，受式叉摩那戒，成为式叉摩那。至年满二十岁，先从比丘尼、後从比丘受比丘尼戒。叫做二部受戒，成为比丘尼。修大乘法的比丘可以根据自愿，从师受菩萨戒，但不是必须受的。
在漢地，唐宋时的出家者先要到寺院中作“行者”服各项劳役，可以从师受沙弥戒，不必剃髪。等政府规定度僧的时日来到，经过政府的甄别，或经过考试及格，得到许可，给与度牒，并指定僧籍隶属于某寺院，然后方取得僧人的资格，可以剃度为僧。此后再等机会前往政府许可传戒的寺院中受比丘戒，授戒师也由政府指定。凡是不经政府许可、未得度牒而私自剃髪的僧尼，没有寺籍，名为“私度”，要受到惩罚。到了宋初，年满二十方得受比丘戒的规定被忽视了。常有七八岁的人便受比丘戒。
在家戒
在家人信仰佛教，愿意成为正式的在家佛教徒――优婆塞、优婆夷，也要经过一定手续。在家佛教徒的基本条件是皈依三寶，就是归依佛、归依法、归依僧。受持三归，如是便成为优婆塞、优婆夷。在家弟子也可以从师受五戒，便成为五戒优婆塞、优婆夷。其基本流程如下：受三皈依，需要請求一位比丘作老師，由比丘引領禮敬三寶，并複述“我盡形壽皈依佛”、“我盡形壽皈依法”、“我盡形壽皈依僧”各三次，并對三皈依的內涵清楚明白，如此便得“皈依體”。受五戒亦需請求一位比丘作授戒和尚，由授戒和尚引領禮敬三寶，并複述“我盡形受持不殺生戒”……等五條各三次，并對五戒內涵、開遮持犯清楚明白，如此便得“戒體”。通常情況下，三歸五戒需要須由比丘引領，并按照儀軌進行方可。如果周圍無能予引領的比丘僧，則可以在佛前自受三歸五戒。
在家人還可以受持八關齋戒，該戒無需終生受持，可到寺院請比丘授戒一日一夜奉持，或多日奉持。還有十善業戒，是將十善當做戒律來受持。
在大乘佛教，自己修学到一定程度後，如果發心，還可以从师受菩萨戒，便成为菩萨戒优婆塞、优婆夷。

## 與政權的關係，政權的管理和機構組織

### 僧階和僧官
宗教的傳播、僧伽的衣食住行，若沒有強大的財力支持，難以成事。释迦牟尼佛住世时，就有不少印度城邦国的王室（如阿阇世王、祗陀太子）来护持，佛陀入灭後，佛教若要發展，也离不开王室的支持（如阿育王的弘法，梁武帝弘法），尤其是大型譯經、辯經、傳教活動；在擁有中央政府的統一國家，更須得到皇室的支持，若與皇室結仇，則可能招致法難（如三武一宗滅佛、朗達瑪滅佛）。因此，各國佛教無論歷史上還是在現代，都和統治者的關係親近，這也是高僧道安“不依国主则法事难立”感歎之由來。佛教向南北弘傳的過程，往往要得到王室的信任和重視，佛教才能在國內立足。例如公元前2世纪，阿育王之子摩哂陀法师传入斯里蘭卡，并在天爱帝须王的護持下广为弘扬。15世紀，老撾國王波迪薩拉下令國內全面信仰上座部佛教，禁止本土泛靈論宗教，勃拉邦佛像也成為澜沧王国統治的象征。
在信奉南傳佛教的很多國家和地區，都設有僧階，僧階之最上者爲僧王（僧伽拉者），他們是德高望重的僧伽之統領，地位崇高，甚至可和國王平起平坐（如泰國僧王）。即使由於政治原因，現代不再設僧王，但歷史上也依然有僧王之位（如老撾、緬甸）。而在某些地區，僧王長期無人擔任，實際上的僧團統領事務是由地區長老來管理的，如傣族地區的“祜巴”（都統長老）。
古印度佛教中，僧侶並無官職之制；印度僧團雖有上座（Sthavira）統領眾僧，及負責敲鳴犍稚、監督進食等事之維那、護寺（Vihāra-pāla）等職，但教權自治，如僧尼觸犯戒律，多由僧團自行裁決處分。古代中國僧尼則多受政府控管，故有僧官之設，用以管理佛教事業，統領全國僧尼，監檢其犯戒、失職之過。
僧官之制始於魏晉南北朝時期，其後歷朝因襲，惟其職位名稱隨朝代遞嬗而迭有變更。明清時期，僧官主管機構在中央稱爲僧錄司，府級稱為僧綱司，州級稱為僧正司，縣級稱為僧會司。汉传佛教各国也相应沿设。日本的律令制設僧綱所，僧官由僧正、僧都、律師所構成。朝鲜歷史上還設僧科制度，如同科舉考試一般，根據檢定的優劣確定僧侶的法階（韓語：법계）。
而在藏地，佛教甫一傳入，就與政權合謀，兩者互佐互生，僧俗難分，樹立起佛教世界裡獨有的政教合一制度，僧階分明。藏地正式併入中國後，又逐漸產生了轉世靈童制度，明清朝廷為此設置了金瓶掣簽制，以解決選定轉世靈童的舞弊行為。
1912年，中華民國首任元首孫中山宣布「政教分立」，在八指頭陀寄禪法师的奔走下，中國佛教界於上海成立全國性佛教團體「中華佛教總會」，1600年之久的僧官制度宣告結束。1959年，中華人民共和國政府在西藏以“政治统一、信教自由、政教分离”的方針實行西藏土地改革運動，廢除了西藏僧官和僧階的政教合一制度。至於僧階，南傳佛教地區和日本尚有傳承，如高野山真言宗，但也不再和政治權位掛鉤。曾作為藏地一部分的不丹和錫金，政教合一制也被世俗政府所取代。

### 機構組織
東亞
1912年2月，中國佛教界於上海成立全國性佛教團體「中華佛教總會」，圆瑛长老任会长。1929年，該會更名為中國佛教會。1931年，該會移往南京，由太虛长老代表參與國民會議上書提議保護佛教，蔣介石領導的國民政府給予了中國佛教會合法的地位，管理依據的法條為《監督寺廟條例》等。1949年後，中国佛教会随国民政府迁往台湾。在戒嚴體制時期，管理台澎金馬地區佛教的行政事務。
中華人民共和國建政後，於1953年成立中國佛教協會。中國境內自古就有漢傳、藏傳、南傳三大佛教傳承并發展至今，這三大系佛教以及佛教化的苯教都置於中國佛教協會的管理之下。在中央層面的宗教事務管理機構有中国人民政治协商会议全国委员会民族和宗教委员会（民宗委），国家宗教事务局（2018年3月21日後併入中央统战部）等。中華人民共和國用於管理宗教的法條有《宗教事務條例》、《藏传佛教活佛转世管理办法》等。按照規定，包括佛教僧人在內的宗教人員只能在宗教場所（寺院等）進行宗教活動。
東南亞

## 註释
1. ↑  陈飚, , 人民畫報,   [2019-01-25], （原始内容存档于2019-01-25）
2. ↑  聖嚴法師. .   [2019-03-03]. （原始内容存档于2020-12-01）.
3. ↑  .   [2019-01-25]. （原始内容存档于2019-05-02）.
4. ↑  《大般涅槃经》中，阿難以四事問佛：「佛涅槃後，六群比丘行污他家，惡性車匿，云何共住而得示教？如來在世以佛為師，世尊滅後以何為師？若佛在世依佛而住，如來既滅依何而住？如來滅後，結集法藏，一切經初，安何等語？」佛答：1.以戒為師。2.依四念處住。3.佛默然不語（惡性比丘當默擯之）。4.一切經首著「如是我聞」。
5. ↑  《楞严经》：“汝常闻我毗奈耶中，宣说修行三决定义。所谓摄心为戒。因戒生定。因定发慧。是则名为三无漏学。”
6. ↑  佛光山, , 鳳凰網佛教,   [2019-01-25], （原始内容存档于2020-12-01）
7. ↑  孙悟湖. . 中国民主法制出版社. 2015. ISBN 9787516209721.
8. 1 2 3  , 中國佛教信息網,   [2019-01-25], 原始内容存档于2005-08-30
9. ↑  .   [2019-01-28]. （原始内容存档于2020-09-19）.
10. ↑  聖嚴法師，《如何納受五戒 （页面存档备份，存于）》
11. ↑  徐玉成, , 2015-06-07  [2019年1月26日], （原始内容存档于2019年1月26日）
12. ↑  見《島史》
13. ↑  .   [2019-01-26]. （原始内容存档于2019-01-12）.
14. ↑  《大唐西域求法高僧傳》：「寺內但以最老上座而為尊主，不論其德。諸有門鑰，每宵封印，將付上座，更無別置寺主維那。但造寺之人名為寺主，梵云毘訶羅莎弭（vihāra-svāmin）。若作番直（值勤）典掌寺門及和僧白事者，名毘訶羅波羅，譯為護寺。若鳴健稚及監食者，名為羯磨陀那（karma-dāna），譯為授事，言維那者略也。眾僧有事，集眾平章，令其護寺，巡行告白，一一人前，皆須合掌，各伸其事。若一人不許，則事不得成。全無眾前打槌秉白之法。若見不許以理喻之，未有挾強便加壓伏。……眾僧名字不貫王籍。其有犯者眾自治罰。為此僧徒咸相敬懼。」
15. ↑  段知壯. . 亞洲研究.   [2019-04-05]. （原始内容存档于2020-12-05）.
16. ↑  佛光大辭典. .   [2019-04-05]. （原始内容存档于2020-12-01）.
17. ↑  簡江作. .   [2019-01-26]. （原始内容存档于2019-05-02）.
18. ↑  釋星雲. .   [2019-01-28]. （原始内容存档于2020-12-01）.
19. ↑  如智广阿阇梨 （页面存档备份，存于）就獲得了僧正階位
20. ↑  中国佛教协会. .   [2019-01-28]. （原始内容存档于2019-03-12）.
21. ↑  黃慧茹.  (PDF). 中正歷史學刊. 2007: 173 - 200  [2019-01-28]. （原始内容 (PDF)存档于2019-03-12）.